# Philip Quaque
Philip Quaque, andere Schreibweise: Philip Quacoe (* 1741 in Cape Coast, Goldküste, heute Ghana; † 17. Oktober 1816 ebd.) war der erste anglikanische Geistliche afrikanischer Abstammung.

## Leben

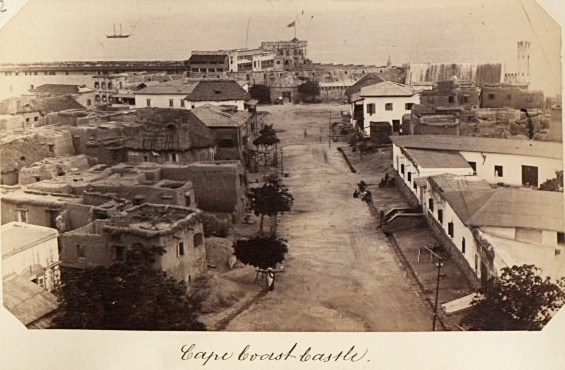
Cape Coast Castle (im Hintergrund) und Zivilsiedlung, um 1870

Wie sein ursprünglicher Name anzeigt, wurde Kweku an einem Mittwoch geboren. Er gehörte zur Ethnie der Fante und galt als Sohn des Birempon Cudjoe, der als Caboceer eine Führungspersönlichkeit der Fante war und mit der im Sklavenhandel aktiven African Company in der britischen Niederlassung Cape Coast Castle verhandelte. Die Londoner Missionsgesellschaft Society for the Propagation of the Gospel in Foreign Parts entsandte 1751 den Missionar Thomas Thompson nach Cape Coast. Dieser wählte drei junge Fante aus, die in London europäisch erzogen werden sollten: William Cudjoe, Thomas Cobbers und Kweku. Cobbers starb bereits 1758 an der Schwindsucht, aber die beiden anderen Jungen gingen in Islington zur Schule. Am 7. Januar 1759 empfing Kweku in der Pfarrkirche von Islington die Taufe und den neuen Namen Philip Quaque. William Cudjoe wurde ebenfalls getauft, erlitt aber kurz darauf einen Zusammenbruch und verstarb. Quaque setzte seine Ausbildung bei Reverend John Moore in Charterhouse Square fort und wurde 1765 als erster afrikanischer Priester der Church of England ordiniert.
Am 2. Mai desselben Jahres heiratete er Catherine Blunt, eine Engländerin, und kehrte mit ihr nach Cape Coast Castle zurück, wo er Thompsons Nachfolger wurde und seine Tätigkeit als Geistlicher und Missionar aufnahm. Bereits im November 1766 starb seine Frau. Er war sozial isoliert: seine Fante-Verwandtschaft missbilligte die englische Frau und die Lebensweise Quaques, der seinerseits keine hohe Meinung von seiner Familie hatte. Mit den britischen Bewohnern der Niederlassung bestand auch ein distanziertes Verhältnis. Über seine Tätigkeit in The Castle berichtete er seiner Missionsgesellschaft detailliert, erhielt aber nur selten eine Antwort. Er stellte fest, dass praktisch alle Briten in The Castle mit Afrikanerinnen zusammenlebten und sich um Religion wenig kümmerten. Für die Kinder aus diesen Beziehungen richtete Quaque eine Schule ein. Die wenigen Kinder, die sie besuchten, erhielten von Quaque soliden Elementarunterricht. Aus dieser kleinen Schule gingen später Politiker und Geschäftsleute der damals so benannten Gold Coast hervor. Parallel zu politischen Unruhen an der Gold Coast, verkümmerte die Schule ab 1792 und erholte sich bis zu Quaques Tod 1816 nicht mehr.
Als Missionar war Quaque wenig erfolgreich. Bis 1797 hatte er insgesamt 52 Personen getauft, von denen die meisten keine Afrikaner waren. Durch seinen jahrelangen Aufenthalt in England hatte er Schwierigkeiten, sich in Fante differenziert auszudrücken, einer Sprache, die er verächtlich als vile jargon bezeichnete. Philip Quaque lebte im europäischen Stil und war nacheinander mit zwei Fante verheiratet. 1784 schickte er Sohn und Tochter zur Erziehung nach London. Da die African Company, die ihm das Gehalt zahlte, im Sklavenhandel aktiv war, unternahm er nichts dagegen, äußerte aber gegenüber seinen Briefpartnern, darunter Samuel Johnson in Connecticut, mehrfach, dass „der schreckliche Sklavenhandel“ das größte Hindernis in der Mission sei.
Der ghanaische anglikanische Theologe John S. Pobee (1937–2020),  Vertreter der anglikanischen Kirche Ghanas im  Ökumenischen Rat der Kirchen, war ein direkter Nachkomme Philip Quaques.